# Damias metallica
Damias metallica är en fjärilsart som beskrevs av Jordan 1905. Damias metallica ingår i släktet Damias och familjen björnspinnare. Inga underarter finns listade i Catalogue of Life.